# Rage (Kellerman)
Rage è il diciannovesimo romanzo giallo dello scrittore statunitense Jonathan Kellerman con protagonista lo psicologo Alex Delaware, inedito in Italia.

## Trama
Il dottor Alex Delaware è coinvolto in un caso di rapimento e omicidio di una bambina di due anni, Kristal Malley. Otto anni dopo, subito dopo essere stato rilasciato di prigione, uno degli assassini telefona al dottor Delaware, ma è successivamente ucciso. Lavorando ancora una volta con Milo Sturgis, Alex Delaware incontra "ragazzi ribelli, una famiglia adottiva infernale...e un serial killer che è l'esatto contrario del solito pazzo violento ma altrettanto letale." Delaware e Sturgis setacciano le prove pezzo per pezzo in questo caso complicato.